# پرچم آرکانزاس
پرچم آرکانزاس در ۱۶ مارس ۱۹۲۴ پذیرفته شد.